# LGBT práva v Lotyšsku

Duhová mapa Lotyšska

Lesby, gayové, bisexuálové a translidé (LGBT) se v Lotyšsku mohou potýkat s právními problémy, s nimiž heterosexuální občané nemají zkušenosti. Mužská i ženská stejnopohlavní aktivita je v Lotyšsku legální, ale domácnosti tvořené stejnopohlavními páry nemají stejnou právní ochranu jako páry různopohlavní.
Demokratizační proces v Lotyšsku umožnil lesbám a gayům zakládat organizace a podniky jako jsou bary, kluby, obchody, knihovny atd. Kulturní, vzdělávací a jiné události lze pořádat. Nicméně společnost tolerancí zrovna neoplývá. V listopadu 2014 ministr zahraničních věcí Edgars Rinkēvičs udělal svůj veřejný coming out prostřednictvím Twitteru.

## Zákony týkající se stejnopohlavní sexuální aktivity
V r. 1992, tedy brzy poté, co se Lotyšsko oddělilo od Sovětského svazu, se homosexuální styk dekriminalizoval. Věk způsobilosti pohlavnímu styku je bez ohledu na orientaci nebo pohlaví stanoven na 16 let.

## Změna pohlaví
Je možné si změnit pohlaví prostřednictvím chirurgické změny pohlaví, která je pro tento krok nezbytná. Lotyšské právo nemá žádná ustanovení týkající se změny pohlaví a jejího úředního uznání. V praxi se to dělá prostřednictvím lékařské zprávy. Nicméně v r. 2004 úřady odepřely úřední změnu pohlaví transosobě, která prošla částečnou změnou. Ta osoba, která tak učinila na základě informací z případu, kdy úřady částečnou změnu uznaly, dala svůj případ k soudu. Nejvyšší soud Lotyšské republiky vydal r. 2008 rozsudek: "V takovém případě má osoba právo na změnu, jelikož v podobných případech státní orgány takto postupovaly, a osoba mající mužskou podobu, by mohla mít určité problémy s doklady s ženským pohlavím. To mělo za následek návrh novely zákona r. 2009 ohledně sterilizace, která by mohla způsobit následné právní komplikace v kritériích k odsouhlasení změny pohlaví pro osoby s diagnostikovanou transsexualitou. Novela byla však nakonec zamítnutá Saeimou.

## Stejnopohlavní soužití v Lotyšsku
Lotyšsko neumožňuje stejnopohlavním párům uzavírat manželství, ani jinou formu stejnopohlavního soužití.
V r. 2006 přijalo Lotyšsko nový ústavní zákon, který přímo zakazuje stejnopohlavní manželství. Článek 110 Ústavy Lotyšské republiky stanovuje že: "Stát chrání a podporuje manželství, rodinu a práva rodičů a dětí. Stát poskytuje speciální podporu zdravotně znevýhodněným dětem, dětem bez rodičů a těm, co jsou obětmi násilí." První věta Článku 110 byla novelizována na: "Stát chrání a podporuje manželství jako jedinečný svazek muže a ženy, rodinu, práva rodičů a práva dětí."
Nicméně 30. ledna 2015 jeden z členů parlamentu předložil návrh zákona o partnerství, který by umožnil dvěma osobám vstoupit do registrovaného svazku, z něhož by jim plynuly téměř stejná práva a povinnosti, které má manželství. Návrh byl 24. února 2015 zrušen Komisí pro právní záležitosti. Komise návrhu vytýkala jeho záměr změnit občanský zákoník, poukazovala při tom na ústavní zákaz stejnopohlavního manželství z r. 2006, a na skutečnost, že přiznání jakémukoli soužití odlišnému od manželství jeho výsady by mohlo zcela podkopat jeho podstatu. Navrhovatel Veiko Spolītis vyjasňoval, že začlenění genderově-neutrálního partnerství do stávajícího občanského práva by mohlo být nejlepší cestou jeho reformy. I přes zamítnutí návrhu se Spolītis odhodlal dál pokračovat ve veřejné diskusi na toto téma. Kromě něj se do procesu potenciální legalizace registrovaného partnerství zapojila i Spolītisova spojenkyně Ilze Viņķele za stranu Jednota. V březnu 2015 byla stranou Za rozvoj Lotyšska spuštěná petice za legalizaci právního uznání registrovaného a neregistrovaného soužití dvou osob bez ohledu na jejich pohlaví.

## Veřejné mínění
Podle průzkumu Eurobarometru zveřejněného v prosinci 2006 podporuje 12 % Lotyšů stejnopohlavní manželství a 8 % osvojování stejnopohlavními páry, čímž se pohybuje hluboce pod průměrem Evropské unie (44 % a 32 %).

## Adopce a plánování rodiny
Lotyšské zákony umožňují každé osobě starší 25 let stát se osvojitelem dítěte. Nicméně nesezdané páry si nemohou společně osvojit dítě. To znamená, že pouze jeden z partnerů si může adoptovat dítě. Nicméně lesbické páry mají rovný přístup k umělému oplodnění.[zdroj?]

## Vojenská služba
Homosexuálům není zakázáno sloužit v armádě.[zdroj?]

## Ochrana proti diskriminaci
V září 2006 lotyšský parlament Saiema schválil novelu Zákoníku práce zakazující diskriminaci na základě sexuální orientace na pracovišti. Saeima toto ustanovení zprvu vynechala, ale prezidentka Vaira Vīķe-Freiberga jej odmítla podepsat, dokud tam takové ustanovení nebude.

## Životní podmínky

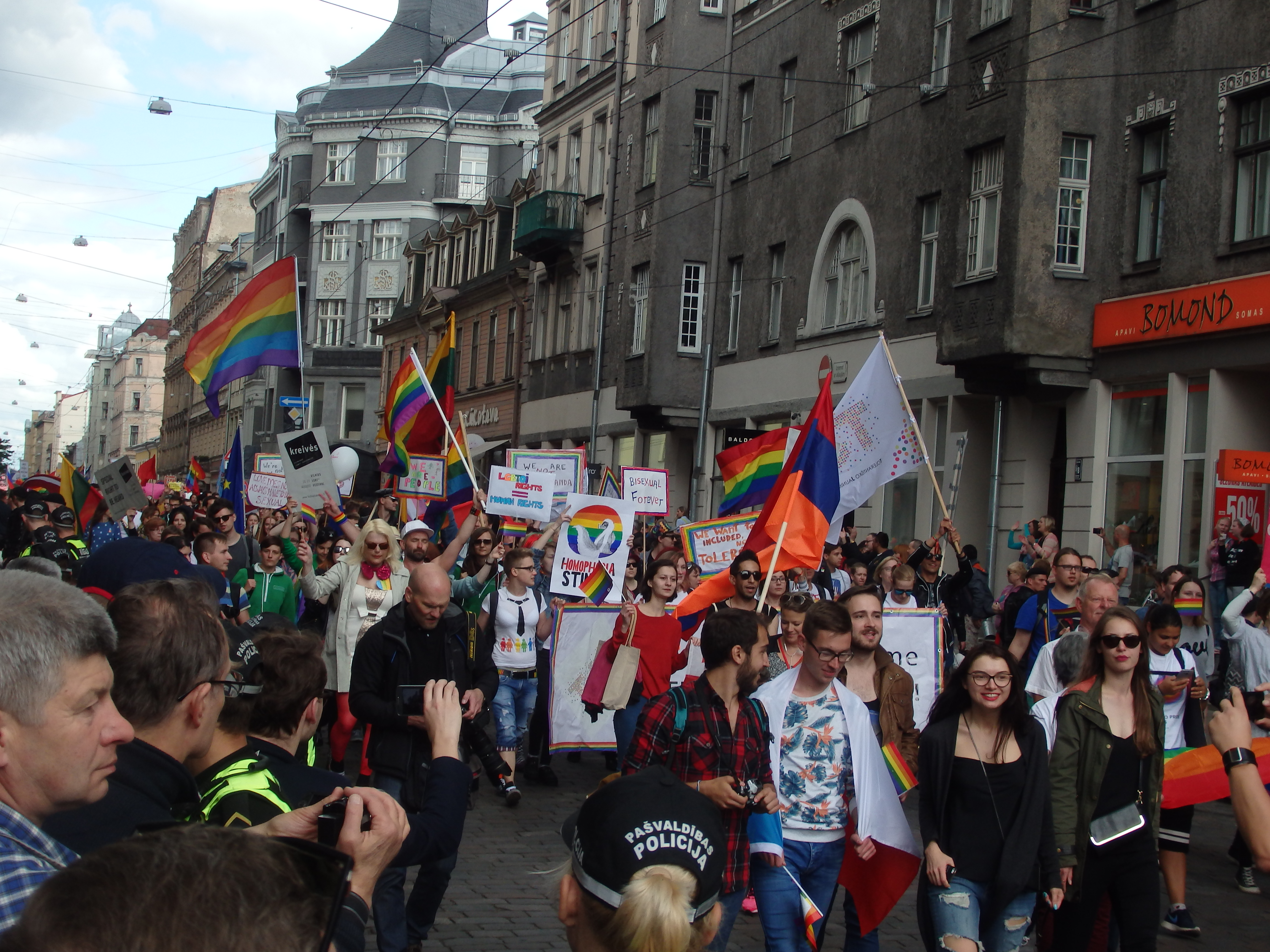
Europride v Rize v roce 2015

Pouze v hlavním městě Rize je malá gay scéna. Ve zbytku Lotyšsku žádná gay scéna není, především z důvodu nízké hustoty zalidnění. Ve vyšší společenské třídě se však pohybuje značná část otevřeně homosexuálních lidí, například lotyšsko-americký novinář Kārlis Streips, ministr zahraničí Edgars Rinkēvičs a bývalá zástupkyně rektora Právnické fakulty v Rize Linda Freimane.
Většina místních lidí má ve vztahu k homosexualitě stále předsudky, což lze v jistém kontextu chápat jako jakýsi pozůstatek ze sovětské éry. Někteří si stále myslí, že homosexualita je tímtéž co pedofilie. Situace se v celonárodním měřítku spíše zhoršuje v důsledku působení několika náboženských skupin, ale i politiků.
Lesby a gayové jsou často napadáni na ulicích a jiných veřejných prostranstvích. Kromě oplácení násilí nemají stále dostatek jiných možností, jak se proti útokům bránit.
V r. 2002 byl Māris Sants, otevřeně homosexuální ministr, laicizován a ekomunikován z Lotyšské evangelickoluteránské církve. Arcibiskup Janis Vanags na otázku "Proč byl Māris Sants vypovězen z církve?" odpověděl: Sants nebyl vypovězen z důvodu své homosexuální orientaci, nýbrž protože kázal na podporu, místo pro zdržení se, hříšnému homosexuálního způsobu života.

## Souhrnný přehled
| Legální stejnopohlavní styk                                                             | (1992)                     |
| Stejný věk legální způsobilosti k pohlavnímu styku pro obě orientace                    | Yes                        |
| Anti-diskriminační zákony v zaměstnání                                                  | (2006)                     |
| Anti-diskriminační zákony v přístupu ke zboží a službám                                 | No                         |
| Anti-diskriminační zákony v ostatních oblastech (homofobní urážky, zločiny z nenávisti) | No                         |
| Stejnopohlavní manželství                                                               | (Ústavní zákaz od r. 2006) |
| Jiná forma stejnopohlavního soužití                                                     | No                         |
| Adopce dítěte partnera                                                                  | No                         |
| Společná adopce stejnopohlavními páry                                                   | No                         |
| Gayové a lesby mohou otevřeně sloužit v armádě                                          | Yes                        |
| Možnost změny pohlaví                                                                   | Yes                        |
| Přístup k umělému oplodnění pro lesbické ženy                                           | Yes                        |
| Náhradní mateřství pro gay páry                                                         | Yes                        |
| MSM smějí darovat krev                                                                  | [ 25 ]                     |